# Nicolas-Joseph Laforêt

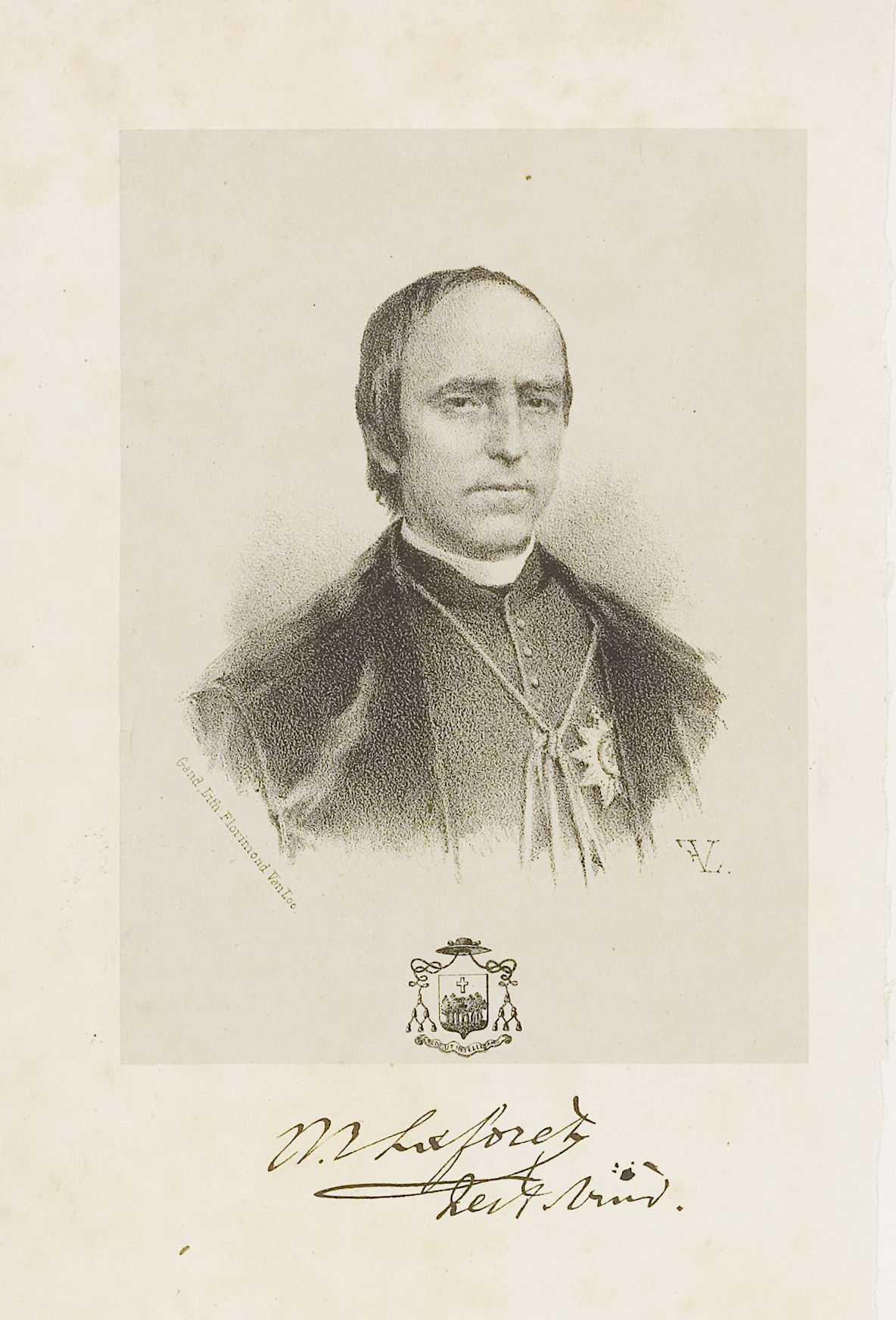
Nicolas-Joseph Laforêt

Nicholas-Joseph Laforêt (Graide, 23 januari 1823 – Leuven, 26 januari 1872) was een Belgisch, katholiek filosoof en theoloog. Na de dood van Pierre François Xavier de Ram in 1865 werd Laforêt door de Belgische bisschoppen aangesteld als rector magnificus van de Katholieke Universiteit Leuven. Deze functie vervulde hij van 1865 tot 1872.
Laforêt had zelf aan die universiteit gestudeerd: na theologische lessen aan het seminarie van Namen wijdde hij zich aan de Leuvense universiteit aan de studies Orientaalse talen, Filosofie en Heilige Geschriften. Hij schreef een groot aantal artikelen en verschillende boeken over zijn vakgebied.
Eenmaal aangesteld als rector richtte Laforêt een aantal nieuwe faculteiten en studierichtingen op, onder meer voor Civiele Techniek, Industrie en Mijnbouw.
In de loop van zijn leven werd Nicolas-Joseph Laforêt onder meer benoemd tot apostolisch protonotaris ad instar participantium, officier in de Leopoldsorde, kanunnik van de kathedraal van Namen, commandeur in de Orde van Christus, en lid van de Koninklijke Belgische Academie.
- Bibliothèque nationale de France: cb105882036 (data)
- Gemeinsame Normdatei: 104187026
- International Standard Name Identifier: 0000 0001 0893 8763
- Library of Congress Control Number: n2016060994
- Nationale Bibliotheek van Tsjechië: mzk2010577017
- Nederlandse Thesaurus van Auteursnamen: 070441057
- Istituto Centrale per il Catalogo Unico: CUBV087094
- Système universitaire de documentation: 125022689
- Trove: 1500576
- Virtual International Authority File: 44735017
- WorldCat: E39PBJfWWQYDqD4MkQBrPyH3cP